# Rue des Meuniers
Rue des Meuniers je ulice v Paříži. Nachází se ve 12. obvodu.

## Poloha
Ulice vede od Boulevardu Poniatowski k Rue de la Brèche-aux-Loups.

## Historie
Název ulice (mlynářská) je odvozen od bývalého mlýna, který se zde nacházel. Ulice je zachycena jako polní cesta již na plánu Paříže z roku 1728 a na plánu bývalé obce Bercy z roku 1730. Po připojení Bercy k Paříži byla ulice vyhláškou z 23. května 1863 pod názvem Ruelle des Meuniers (Mlynářská ulička). Vyhláškou z 20. března 1880 nese název Rue des Meuniers.

## Významné stavby
- dům č. 65: francouzský chemik Augustin-Pierre Dubrunfaut (1797–1881) se ve svém domě otrávil nešťastnou náhodou
- ulice na svém jižním konci překračuje po mostě trať Petite Ceinture